# Visukalpa
Visukalpa je buddhistický mistr mantrajány. Král jižního království v Indii. Stal se žákem krále Indraboddhi, slavného vládce legendární krajiny Udjány. Visukalpa od něho obdržel nauky vadžrajány. Díky tomu se stal držitelem mnoha tantrických technik, které podle nauk mistrů vadžrajány pocházejí od samotného Buddhy. Sám Saraha se stal žákem Visukalpy.